# Petersaurach
Petersaurach là một đô thị ở huyện Ansbach bang Bayern nước Đức. Đô thị Petersaurach có diện tích 41,8 km², dân số thời điểm ngày 31 tháng 12 năm 2006 là 5058 người.